# Mycosphaerella botrychii
Mycosphaerella botrychii är en svampart som tillhör divisionen sporsäcksvampar, och som först beskrevs av Emil Rostrup, och fick sitt nu gällande namn av Douglas Barton Osborne Savile. Mycosphaerella botrychii ingår i släktet Mycosphaerella, och familjen Mycosphaerellaceae. Arten är reproducerande i Sverige.